# Compòsit

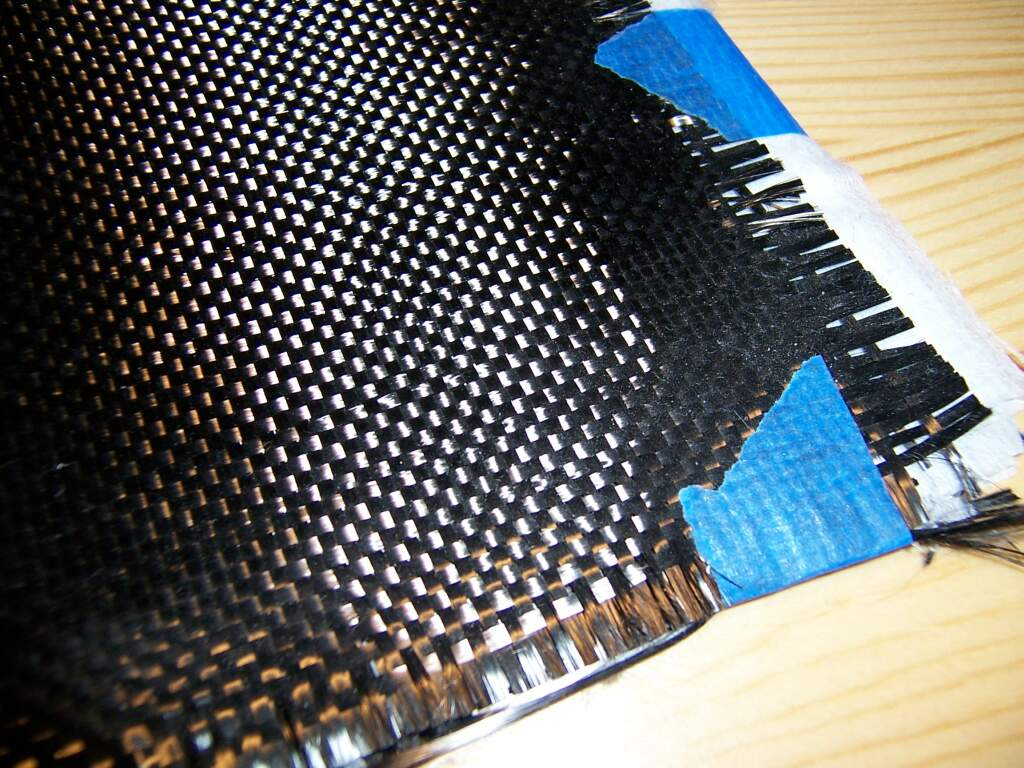
Un teixit de filaments de fibra de carboni, element freqüent en materials compòsits

Un material compost o compòsit (en anglès, composite) és un assemblatge d'almenys dos materials no miscibles de manera que formen un nou material a nivell macroscòpic però que continuen separats. El nou material així constituït posseeix propietats que els elements sols no posseïen pas. El material compost més primitiu fou segurament alguna barreja de palla i fang en forma de maons per a la construcció.

## Composició
Poden estar constituïts per un esquelet que garanteix la tenacitat mecànica i una protecció anomenada matriu que generalment és una matèria plàstica (resina termoplàstica o termoestable) i que garanteix la cohesió de l'estructura i la transmissió d'esforços cap al reforç.

### Els reforços
El reforç és l'esquelet que suporta els esforços mecànics. Pot presentar-se en diferents formes: fibres curtes (feltres) o fibres contínues (teixits o textures multidireccionals). Les fibres solen posseir generalment una bona resistència a la tracció.

### Les matrius
La matriu té per principal objectiu transmetre els esforços mecànics als reforços. Garanteix també la protecció del reforç de les condicions ambientals.

## Tipus
Existeixen un gran nombre de composts que es classifiquen generalment en tres famílies en funció de la naturalesa de la matriu:
- Els compòsits de matriu orgànica, com els plàstics reforçats o els asfalts.
- Els compòsits de matriu ceràmica, com el formigó.
- Els compòsits de matriu metàl·lica.

## Utilització
Els compòsits troben aplicacions per exemple dins del transport aeri (civil i militar), marítim i ferroviari, l'edificació i al sector aeroespacial, però també en els esports i l'oci, gràcies al seu bon comportament mecànic (comparable al de l'acer) i la seva baixa densitat.